# Kupa e Shqipërisë 2005-2006
La Coppa d'Albania 2005-2006 è stata la 54ª edizione della competizione. Il torneo è cominciato il 28 agosto 2005 ed è terminato il 10 maggio 2006. La squadra vincitrice si qualifica per il primo turno preliminare della Coppa UEFA 2006-2007. Il KF Tirana ha vinto il trofeo per la tredicesima volta.

## Primo turno preliminare
Le partite di andata si sono giocate il 28 agosto 2005, quelle di ritorno il 4 settembre.
| Squadra 1    | Totale    | Squadra 2          | Andata | Ritorno |
| ------------ | --------- | ------------------ | ------ | ------- |
| Memaliaj     | 2–4       | Delvina            | 1–3    | 1-1     |
| Maliqi       | 1-2       | Devolli            | 1–1    | 0–1     |
| Iliria       | 6-2       | Kamza              | 3–0    | 3-2     |
| KF Cakrani   | 7-0       | Bylis Ballsh       | 5-0    | 2-0     |
| Tërbuni Pukë | 1–4       | KS Veleçiku Koplik | 0-1    | 1-3     |
| Korabi       | 2–7       | Burreli            | 1-3    | 1-4     |
| Përmeti      | 3–1       | Gramozi            | 2-0    | 1-1     |
| Gramshi      | 3-3(2-4p) | Sopoti             | 3-0    | 0–3     |

## Sedicesimi di finale
Le partite di andata si sono giocate il 20 settembre 2005, quelle di ritorno il 27 settembre.
| Squadra 1          | Totale    | Squadra 2         | Andata | Ritorno |
| ------------------ | --------- | ----------------- | ------ | ------- |
| Ada                | 1-5       | Partizani Tirana  | 0-2    | 1-3     |
| Iliria             | 2-7       | Tirana            | 0-3    | 2-4     |
| KS Egnatia         | 1-4       | Besa Kavajë       | 1-1    | 0-3     |
| Kastrioti          | 2-0       | Laçi              | 2-0    | 0-0     |
| Erzeni             | 0-3       | Shkumbini         | 0-1    | 0-2(a)  |
| Burreli            | 1-5       | Dinamo Tirana     | 1-1    | 0-4     |
| Turbina Cërrik     | 2-6       | Elbasani          | 2-6    | 0-0     |
| Besëlidhja         | 2-4       | Teuta             | 1-1    | 1–3     |
| Devolli            | 1-1(3-4p) | Skënderbeu        | 1-0    | 0-1     |
| Tepelena           | 2-6       | Apolonia Fier     | 2-3    | 0-3     |
| Delvina            | 1-4       | Butrinti          | 1-2    | 0-2     |
| KS Veleçiku Koplik | 1-11      | Vllaznia          | 1-4    | 0-7     |
| Tomori             | 1-4       | Lushnja           | 1-2    | 0-2     |
| Përmeti            | 3-4       | Luftëtari         | 3-1    | 0-3     |
| KF Cakrani         | 1-9       | Flamurtari Valona | 1-2    | 0-7     |
| Sopoti             | 0-7       | Pogradeci         | 0-2    | 0-5     |

## Ottavi di finale
Le partite di andata si sono giocate il 19 ottobre 2005, quelle di ritorno il 26 ottobre.
| Squadra 1         | Totale | Squadra 2        | Andata | Ritorno |
| ----------------- | ------ | ---------------- | ------ | ------- |
| Besa Kavajë       | 2-3    | Vllaznia         | 1-1    | 1-2     |
| Flamurtari Valona | 1-3    | Teuta            | 0-2    | 1-1     |
| Butrinti          | 1-4    | Shkumbini        | 1-0    | 0-4     |
| Luftëtari         | 1-4    | Lushnja          | 0-1    | 1-3     |
| Pogradeci         | 3-5    | Elbasani         | 2-0    | 1-5     |
| Kastrioti         | 1-3    | Partizani Tirana | 1-0    | 0-3     |
| Skënderbeu        | 1-8    | Dinamo Tirana    | 0-2    | 1–6     |
| Apolonia Fier     | 1-6    | Tirana           | 0-1    | 2-5     |

## Quarti di finale
Le partite di andata si sono giocate il ?, quelle di ritorno il ?.
| Squadra 1     | Totale | Squadra 2        | Andata | Ritorno |
| ------------- | ------ | ---------------- | ------ | ------- |
| Tirana        | 4-3    | Partizani Tirana | 1-1    | 3–2     |
| Teuta         | 4-6    | Elbasani         | 3–3    | 1-3     |
| Dinamo Tirana | 6–0    | Lushnja          | 4–0    | 2–0     |
| Vllaznia      | 3–0    | Shkumbini        | 1–0    | 2–0     |

## Semifinali
Le partite di andata si sono giocate il ?, quelle di ritorno il ?.
| Squadra 1 | Totale | Squadra 2     | Andata | Ritorno |
| --------- | ------ | ------------- | ------ | ------- |
| Tirana    | 4-3    | Dinamo Tirana | 4-2    | 0–1     |
| Vllaznia  | 3–2    | Elbasani      | 2–0    | 1-2     |

## Finale
| Lushnjë 10 maggio 2006, ore 19:00 UTC+1 | Tirana | 1 – 0 | Vllaznia | Roza Haxhiu Stadium (4,400 spett.) |